# Giovanni Gaddi (pittore)
Giovanni Gaddi (post 1333 – 1383) è stato un pittore italiano.
Fratello di Agnolo Gaddi, fu, secondo Vasari, pittore a sua volta. Suoi sarebbero alcuni affreschi perduti nel chiostro di Santo Spirito. Col fratello è menzionato tra i pittori chiamati in Vaticano tra il 1367 e il 1370 da papa Urbano V. Alcuni lo identificano con il Maestro della Misericordia.
| Controllo di autorità | VIAF (EN) 96062846 · Europeana agent/base/121989 · ULAN (EN) 500057341 |